# Fleix (metall)
« Fleix » és una veta, originàriament metàl·lica, utilitzada per a segellar l'embalatge de diversos productes, majorment productes pesats. La principal característica d'aquesta cinta és la seva resistència a la tracció. En alguns països d'Amèrica, com Mèxic, el fleix es coneix com a «cinta d'acer».

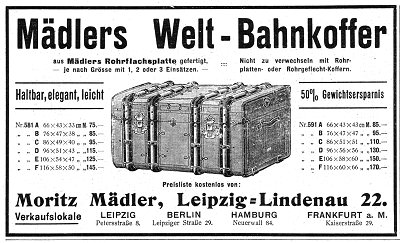
Bagul de fusta, utilitzat com embalatge, amb quatre fleixos metàl·lics.

Per tancar el fleix metàl·lic en una operació d'empaquetatge s'utilitza un segell galvanitzat per fleix.
Per obtenir la resistència a tracció requerida s'utilitza un acer 1012 que pot ser processat per un molí de rolat en fred per portar-lo al gruix requerit. En aquest procés s'obté la duresa, les característiques físiques d'allargament i tracció requerides per la norma ASTM D3953-02 pel fleix.
Després dels processos de tall i matat («matar» = arrodonir les cantonades) es realitza l'acabat que pot ser pintat, galvanitzat o pavonat.
Durant el segle xx, amb l'evolució en el tractament industrial dels plàstics (polipropilè i polièster) l'ús del fleix metàl·lic s'ha anat traslladant gradualment al fleix de plàstic, sobretot en aplicacions d'embalatge. El motiu principal d'aquesta migració va ser la seguretat en el treball (el fleix metàl·lic pot provocar talls), els costos del mateix producte (el fleix plàstic és més econòmic) i la comoditat de l'usuari.
Les dimensions més habituals són 8, 12, 13, 16 i 19 mm, que és la "traducció" a les mesures en polzades.

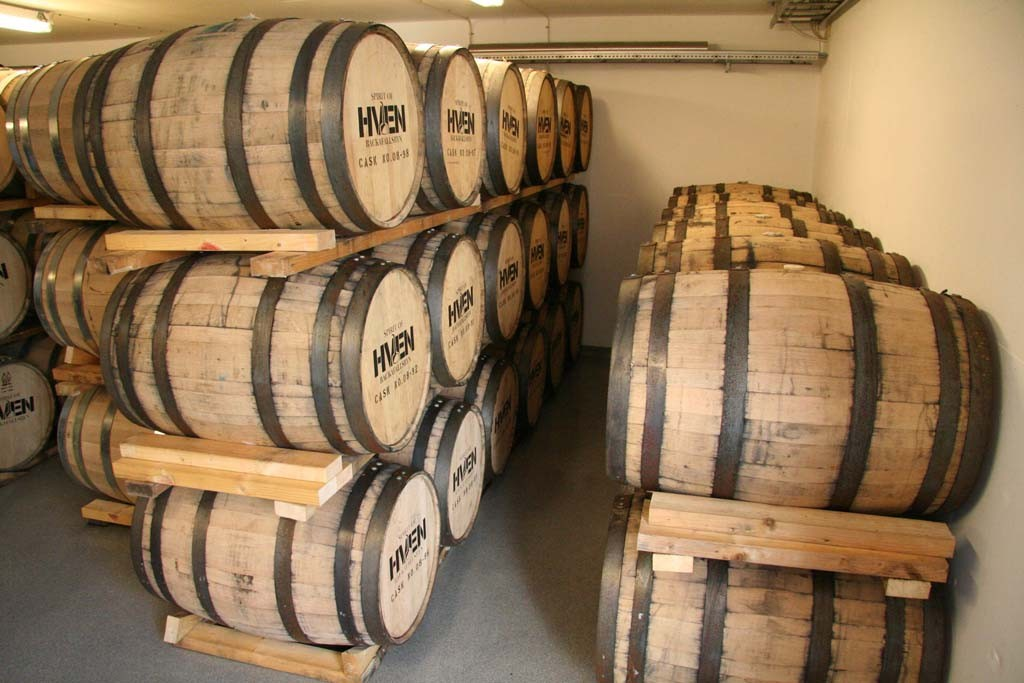
Fleixos metàl·lics subjectant les dogues de les bótes de vi.

 Hi ha diverses mides i presentacions del fleix metàl·lic. El fleix es presenta en brandada per a les dimensions de 3/8 ", 1/2", 3/4 "i 5/8" i en cinta per als fleixos d'1 1/4 "i 2".
També hi ha fleixos d'altres materials, com plàstic sobre tèxtil és, que s'usen com a segellat en embalatges de cartró ondulat per a articles menys pesants, però voluminosos.